# Rogi (Łódź)
Rogi – osiedle w Łodzi. Dawna wieś, przyłączona do miasta w 1946. Leży w okolicy ulicy Rogowskiej. W okolicy osiedla swój bieg rozpoczyna rzeka Bzura.
Oprócz zabudowy wolno stojącej, na Rogach znajduje się zaprojektowane przez Helenę i Szymona Syrkusów osiedle domków jednorodzinnych Towarzystwa Osiedli Robotniczych o unikatowej zabudowie szeregowej, które powstało w latach trzydziestych XX wieku. Do budowy domów zastosowano eksperymentalną technologię lania ścian z gipso-żużlu. Osiedle Rogi, początkowo malowniczo położone w otulinie Lasu Łagiewnickiego, zostało zeszpecone w latach 70. XX wieku przez wysypisko śmieci zlokalizowane kilkadziesiąt metrów od ulicy Łupkowej.
Nazwy ulic osiedla nadano w tonacji geologicznej – Piaskowa, Pirytowa, Szmaragdowa, Łupkowa etc. W trakcie budowy osiedla zostało zastosowane unikatowe rozwiązanie utylizacji ścieków. W obrębie osiedla wybudowano ekologiczne szambo zbiorcze z dwoma polami osadnikowymi – ekologiczną oczyszczalnię ścieków. Powstanie ogródków działkowych u schyłku lat 70. XX wieku, doprowadziło do degradacji tej oczyszczalni i zniszczenia istniejącej infrastruktury. Szambo ekologiczne zostało ostatecznie zamknięte w roku 2006, w momencie gdy do osiedla został doprowadzony ciąg kanalizacji ściekowej.

## Historia
Od 1867 w gminie Radogoszcz w powiecie łódzkim. W okresie międzywojennym należały do powiatu łódzkiego w woj. łódzkim.  W 1921 roku liczba mieszkańców wynosiła 208. 1 września 1933 utworzono gromadę (sołectwo) Rogi w granicach gminy Radogoszcz, składającej się ze wsi Rogi, Rożki i Marysin III. 15 grudnia 1937 z gromady Rogi wyodrębniono Marysin III, tworząc w nim oddzielną gromadę.
Podczas II wojny światowej włączone do III Rzeszy.
Po wojnie Rogi powróciły na krótko do powiatu łódzkiego woj. łódzkim, lecz już 13 lutego 1946 włączono je wraz z całą gminą Radogoszcz do Łodzi.